# Welliton
Welliton Soares de Morais (Conceição do Araguaia, 22 de outubro de 1986) é um ex-futebolista brasileiro que atuava como atacante.

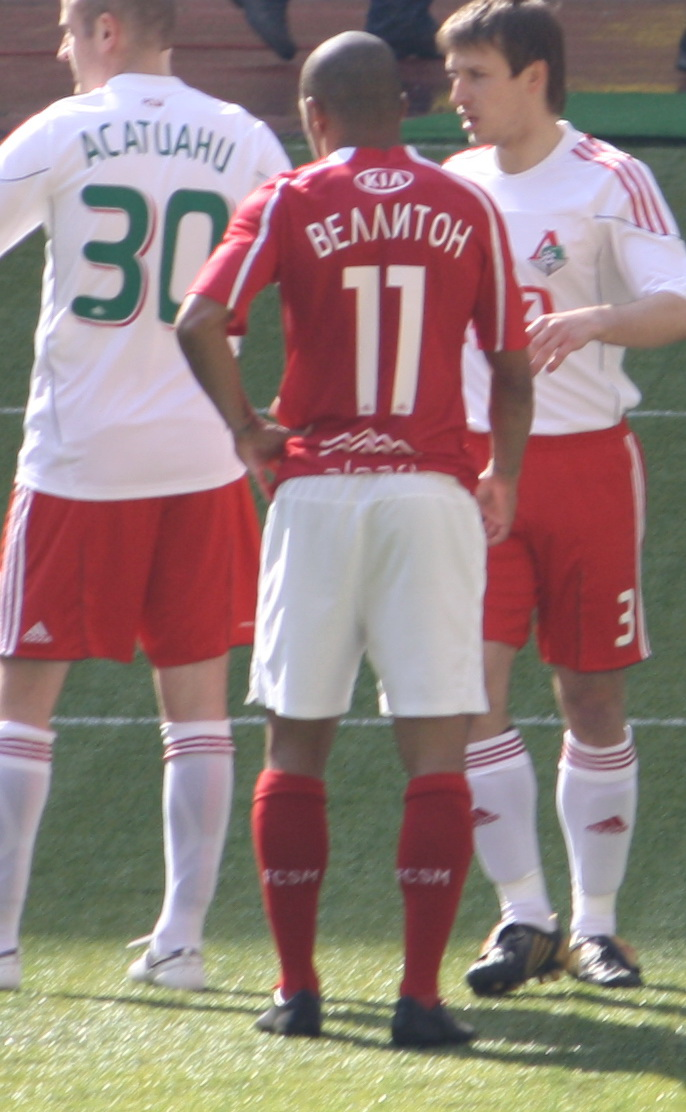
Welliton Soares atuando pelo Spartak Moscou

## Carreira

### Goiás
Antes de chegar ao futebol profissional, Welliton jogou nas categorias de base do Bandeirante Esporte Clube de Birigui.[carece de fontes?] Welliton foi revelado ao futebol profissional pelo Goiás EC e foi destaque do clube goiano durante o início do Campeonato Brasileiro de Futebol de 2007. Após receber propostas de quatro clubes europeus, foi vendido pelo Goiás por 8 milhões de euros (cerca de R$ 20 milhões à época) para o Spartak Moscou em julho de 2007. 

### Spartak Moscou
Pelo Spartak Moscou Welliton disputou 133 jogos e marcou 61 gols entre julho de 2007 e fevereiro de 2013. Além disso, foi o artilheiro da Liga Premier Russa nas temporadas de 2009 e 2010.

### Grêmio
Em fevereiro de 2013, Welliton foi emprestado do Spartak Moscou para o
Grêmioe fez seu primeiro gol no Estádio Boca do Lobo em Pelotas na vitória do Grêmio sobre o EC Pelotas por 1x3.Com apenas 2 gols em 19 jogos, o atacante perdeu espaço no clube porto alegrense.Em agosto de 2013, Grêmio e Coritiba quase acertaram uma transferência envolvendo a ida do atleta para o clube paranaense e a chegada do volante Willian Farias em Porto Alegre.Entretanto, uma proposta do São Paulo Futebol Clube fez com que Welliton desistisse de seguir para o Coritiba.

### São Paulo
Após Spartak Moscou, Grêmio e São Paulo entrarem em comum acordo, Welliton atuará pelo clube paulista por empréstimo até o fim de 2013.   O ex-gremista recebeu a camisa 37 e fez seu primeiro treino no CT da Barra Funda no dia 28 de agosto de 2013. Porém, a apresentação oficial ocorreu apenas em 30 de agosto de 2013. O primeiro gol com a camisa tricolor foi marcado na 21ª rodada do Campeonato Brasileiro de 2013 contra o Atlético Mineiro, no Morumbi, dando a vitória para o São Paulo Futebol Clube pelo placar mínimo.

### Retorno ao Spartak Moscou
Após atuar por empréstimo pelo Grêmio e pelo São Paulo na temporada de 2013, Welliton retornará ao Spartak Moscou. O clube russo tem contrato com o atacante até dezembro de 2015.

### Celta de Vigo
No dia 31 de janeiro de 2014, Wellinton foi novamente emprestado, desta vez, para o Celta de Vigo, da Espanha, até o fim desta temporada europeia, que se encerra em julho.

### Mersin İdmanyurdu
Após seu contrato se encerrar com o clube russo, Wellinton acertou com o Mersin İdmanyurdu, da Turquia.

## Títulos
Goiás
- Campeonato Goiano: 2006

## Artilharias
Spartak Moscou
- Campeonato Russo: 2009 - 21 gols, 2010 - 19 gols